# Stowe Open 1978
Lo Stowe Open 1978 è stato un torneo di tennis giocato sul cemento. È stata la 1ª edizione del Stowe Open, che fa parte del Colgate-Palmolive Grand Prix 1978. Si è giocato a Stowe negli USA, dal 13 al 20 agosto 1978.

## Campioni

### Singolare
Jimmy Connors ha battuto in finale  Tim Gullikson con il punteggio di 6–2, 6–3

### Doppio
Tim Gullikson /  Tom Gullikson hanno battuto in finale  Mark Edmondson /  Kim Warwick con il punteggio di 3–6, 7–6, 6–3